# مسجد سوق شاهي جام
مسجد سوق شاهي جام يقع المسجد في قرية باجرا وتتبع اداريا مدينة سونايموري من منطقة نواخالي في بنغلاديش .

## البناء
شيد المسجد في زمن واحد من قبل امان الله (1741 - 1742)، وذلك في عهد الإمبراطور المغولي محمد شاه، ويعد المسجد مورد أثري ثمين في بنغلاديش، وتتكون من العديد من التصاميم المعمارية .

## العمارة
هناك نوقوش موجودة في المسجد نفشت باللغة البنغالية ونقوش خطت باللغة الفارسية، وجدت على بوابة الجدار الخارجي وعلى الجدار الداخلي للمسجد، الذي سجل فيه عدد من الإصلاحات بشكل كامل في السنوات ما بين (1318 هـ - 1335 هـ)، وكانت هذه الاصلاحات من قبل باجرا زمندارز خان بهادور علي أحمد وخان بهادور مجير الدين أحمد. المسجد الآن هو تحت إدارة الاثار وهو بحالة جيدة .

## وصلات خارجية
- موقع المسجد